# You Can't Do That on Stage Anymore, Vol. 6
You Can't Do That on Stage Anymore, Vol. 6 dvostruki je uživo album američkog glazbenika Franka Zappe, koji izlazi u listopadu 1992.g. To je posljednji iz kolekcije od 6 dvostrukih uživo albuma u izvedbi Frank Zappe, koji su snimani u vremenu 1970. – 1988. Producent materijala na albumu je Zappa, a izlazi od izdavačke kuće "Rykodisc".

## Popis pjesama

### Disk 1
1. "The M.O.I. Anti-Smut Loyalty Oath" – 3:01
2. "The Poodle Lecture" – 5:02
3. "Dirty Love" – 2:39
4. "Magic Fingers" – 2:21
5. "The Madison Panty-Sniffing Festival" – 2:44
6. "Honey, Don't You Want a Man Like Me?" – 4:01
7. "Father O'Blivion" – 2:21
8. "Is That Guy Kidding or What?" – 4:02
9. "I'm So Cute" – 1:39
10. "White Person" – 2:07
11. "Lonely Person Devices" – 3:13
12. "Ms. Pinky" – 2:00
13. "Shove It Right In" (obuhvaćeno iz "She Painted Up Her Face", "Half A Dozen Provocative Squats" i "Shove It Right In") – 6:45
14. "Wind up Workin' in a Gas Station" – 2:32
15. "Make a Sex Noise" – 3:09
16. "Tracy Is a Snob" – 3:54
17. "I Have Been in You" – 5:04
18. "Emperor of Ohio" – 1:31
19. "Dinah-Moe Humm" – 3:16
20. "He's So Gay" – 2:34
21. "Camarillo Brillo" – 3:09
22. "Muffin Man" – 2:25

### Disk 2
1. "NYC Halloween Audience" – 0:46
2. "The Illinois Enema Bandit" – 8:04
3. "Thirteen" – 6:08
4. "Lobster Girl" – 2:20
5. "Black Napkins" – 5:21
6. "We're Turning Again" – 4:56
7. "Alien Orifice" – 4:16
8. "Catholic Girls" – 4:04
9. "Crew Slut" – 5:33
10. "Tryin' to Grow a Chin" – 3:33
11. "Take Your Clothes Off When You Dance" – 3:46
12. "Lisa's Life Story" – 3:05
13. "Lonesome Cowboy Nando" – 5:15
14. "200 Motels Finale" – 3:43
15. "Strictly Genteel" – 7:07

## Izvođači
- Frank Zappa – dirigent, glavni izvođać, gitara, vokal, sintisajzer, producent
- Mark Volman – vokal
- Howard Kaylan – vokal
- Denny Walley – gitara (slajd), vokal
- Ike Willis – gitara, vokal
- Adrian Belew – gitara, vokal
- Ray White – gitara, vokal
- Warren Cuccurullo] – gitara
- Steve Vai – gitara
- Mike Keneally – bas-gitara, sintisajzer, vokal
- Patrick O'Hearn – bas-gitara
- Jeff Simmons – bas-gitara
- Arthur Barrow – bas-gitara
- Scott Thunes – bas-gitara
- Tom Fowler – bas-gitara
- Bob Harris – klavijature, vokal
- Bianca Thornton – klavijature, vokal
- Peter Wolf – klavijature
- Allan Zavod – klavijature
- George Duke – klavijature
- Tommy Mars – klavijature
- Ian Underwood – klavijature, alt saksofon
- Albert Wing – tenor saksofon
- Napoleon Murphy Brock – saksofon, vokal
- Paul Carman – alt saksofon, soprano saksofon, bariton saksofon
- Bruce Fowler – trombon
- Walt Fowler – tuba, sintisajzer, truba
- Kurt McGettrick – kontrabas klarinet, bas saksofon, bariton saksofon
- Jean-Luc Ponty – violina
- Ralph Humphrey – bubnjevi
- Vinnie Colaiuta – bubnjevi
- Aynsley Dunbar – bubnjevi
- Terry Bozzio – bubnjevi
- Chad Wackerman – bubnjevi, električne udaraljke
- Ed Mann – električne udaraljke, udaraljke, prateći vokali, marimba
- George Douglas – projekcija
- Bob Stone – projekcija

## Vanjske poveznice
- Informacije na Lyricsu
- Detalji o izlasku albuma